# It Was a... (Masked Christmas)
It Was a... (Masked Christmas) è un singolo del conduttore televisivo, attore e comico statunitense Jimmy Fallon, con la cantante statunitense Ariana Grande e la rapper statunitense Megan Thee Stallion. È stata pubblicata il 7 dicembre 2021 tramite Republic Records. La canzone è stata scritta da Fallon, Ariana Grande, Gregory Hein, Ido Zmishlany, Myles William e Rami Yacoub e prodotta da Zmishlany e William. È il primo singolo natalizio di Fallon in quasi quattro anni dalla sua cover del 2017 di Wonderful Christmastime di Paul McCartney, e anche il suo primo singolo ufficiale da Ew! con will.i.am (2014).

## Descrizione
Il 6 dicembre 2021, Fallon ha pubblicato il brano musicale "a tema pandemia" su Instagram e Twitter con la didascalia: "Ragazzi. Non riesco a credere di scriverlo, stasera pubblicherò un nuovo singolo e un video con @ArianaGrande e @theestallion".
Ha detto ad Associated Press che l'ispirazione dietro la canzone è nata mentre stava registrando agli Electric Lady Studios di Manhattan ad agosto, spiegando: "Volevo scrivere qualcosa che riflettesse su quanto sia stato difficile per tutti l'anno scorso durante le vacanze e che andrà meglio". "Se riuscissimo a convincere le persone ad andare a fare il richiamo o a farsi il vaccino, sarebbe fantastico. Altrimenti, spero che faccia solo sorridere le persone e si divertano". "È stata una specie di chiamata al risveglio in cui pensi, 'Perché non fare il più possibile per rendere felici le persone?' Ci dimentichiamo di queste cose. E questo è un ottimo momento per festeggiare e stare insieme".
Fallon ha dichiarato al The Tonight Show: "Si tratta fondamentalmente di come l'anno scorso sia stato duro per tutti. Volevo dire 'andrà meglio. Andrà davvero meglio, fidati di me', e come posso descriverlo? E anche pensare a quali cose divertenti sono successe mentre eravamo in lockdown, come mettere Purell su tutto o andare su Zoom, Zoomare il nonno e la nonna e vedere dove funziona meglio il Wi-Fi. Quindi scrivo questa canzone".
La canzone segna anche la seconda collaborazione tra Ariana Grande e Megan Thee Stallion, dopo la sua partecipazione al remix di 34+35 di Grande, insieme alla rapper Doja Cat.

## Composizione
In un comunicato stampa, It Was a... (Masked Christmas) è stato descritto come avente "sintetizzatori frizzanti in stile anni '80 e un ritmo acuto e pieno di mix che evoca il pop dei primi anni '00", e che Fallon "esegue la voce principale del brano con molto più aplomb di quanto ci si aspetti da un conduttore di un talk show notturno, aggiungendo colore al canto etereo di Ariana Grande con il suo stile audace e influenzato dall'autotune". È scritto in Re maggiore, con un tempo di 124 battiti al minuto.

## Accoglienza Critica
Lester Fabian Brathwaite di Entertainment Weekly ha commentato che la canzone "porta tutto il fascino rétro ho-ho-festivo di un Last Christmas, molto Wham! con le vibrazioni di George Michael".

## Video Musicale
Il video musicale è stato presentato in anteprima al The Tonight Show trasmesso il 6 dicembre 2021. Mostra Fallon, Ariana e Stallion "in una serie di ambientazioni a tema natalizio", come "bere punch all'uovo accanto a un fuoco aperto, sciare giù da una montagna, ballare dentro una palla di neve e mettersi in fila per le loro dosi di richiamo del vaccino". Per il verso di Stallion, lei "appare con degli aghi per vaccini incollati alle unghie". In varie scene si nota una figura ballare ricoperta da mascherine.

## Classifiche
| Classifica (2021)                    | Posizione Massima |
| ------------------------------------ | ----------------- |
| Canada CHR/Top 40 (Billboard)        | 44                |
| Canada Hot AC (Billboard)            | 45                |
| Sud Corea Download (Gaon)            | 196               |
| US Holiday Digital Songs (Billboard) | 37                |
| US Pop Airplay (Billboard)           | 38                |